# Rabinal
Rabinal – miasto w środkowej Gwatemali, w departamencie Baja Verapaz, leżące w odległości 30 km na zachód od stolicy departamentu, nad rzeką Río Sajcap.
W styczniu w mieście wystawiane jest widowisko teatralno-taneczno-muzyczne Rabinal Achí, oparte na tradycjach majańskich z XV wieku. Jest to jeden z nielicznych zachowanych zwyczajów, mających prekolumbijskie korzenie. W 2005 roku tradycja widowisk Rabinal Achí została proklamowana arcydziełem ustnego i niematerialnego dziedzictwa ludzkości, a w 2008 roku wpisana na listę niematerialnego dziedzictwa UNESCO.

## Gmina Rabinal
Miasto jest siedzibą gminy o tej samej nazwie, która w 2012 roku liczyła 36 266 mieszkańców. Powierzchnia gminy obejmuje 304 km².